# Fotossíntese C4
A fotossíntese C4 é um dos três mecanismos bioquímicos, juntamente com a fotossíntese C3 e fotossíntese das crassuláceas (MAC), utilizado para fazer a fixação do carbono. É assim designado por causa da molécula com 4 átomos de carbono presente no primeiro produto da fixação do carbono nestas plantas, em contraste com a molécula com 3 átomos de carbono das plantas C3.
A fixação C4 é um aprimoramento da mais comum fixação C3 e pensa-se que terá evoluído mais recentemente. A fotossíntese C4 e o MAC vencem a tendência da enzima RuBisCO para fixar o oxigénio em lugar do dióxido de carbono no que se designa por fotorrespiração. Tal é conseguido usando uma enzima mais eficiente para fixar o CO2 nas células do mesofilo e transportando este carbono fixado via malato ou aspartato até às células da bainha do feixe. Nestas células, a RuBisCO é isolada do oxigénio atmosférico e saturada com CO2 libertado pela descarboxilação do malato ou oxaloacetato. Contudo, estes passos adicionais requerem mais energia na forma de ATP. Por causa desta necessidade adicional de energia, as plantas C4 são capazes de fixar o carbono de modo mais eficiente apenas em determinadas condições, sendo a via C3 mais eficiente noutras condições.

## Plantas
Cerca de 8.100 espécies de plantas usam fixação de carbono C4, o que representa cerca de 3% de todas as espécies terrestres de plantas